# Hystaspés
Hystaspés (starořecky Ὑστάσπης; staropersky Víštáspa [  ]) byl synem lokálního perského krále Arsama z mladší linie rodu Achaimenovců a otcem pozdějšího velkokrále Dareia I. Jeho životní data lze jen velmi těžko zrekonstruovat, ví se jen, že za vlády Kambýsa II. (530–522 př. n. l.) zastával funkci místodržitele Persidy.
Poté, co Dareios I. nastoupil roku 522 př. n. l. na perský trůn (nebo snad už dříve), spravoval Hystaspés Parthii, kde musel potlačovat nebezpečné povstání proti Dareiově vládě. Podle Behistunského nápisu svedl 8. března 521 př. n. l. s povstalci bitvu u města Višpauzátiš a dosáhl skvělého vítězství. Druhá bitva, v níž sehrál významnou úlohu, se strhla 12. července téhož roku u Patigrabaná rovněž v Parthii. I zde Hystaspés triumfoval. Datum jeho smrti není známo.